# Corono
Corono (in greco antico: Κόρωνος?) è un personaggio della mitologia greca, fu un re dei Lapiti ed uno degli Argonauti.

## Genealogia
Figlio di Ceneo e padre di Andremone e di Leonteo e della figlia Liside.

## Mitologia
Originario della Tessaglia, Corono il lapita partecipò all'impresa della riconquista del vello d'oro rispondendo all'appello di Giasone.
Rientrato nel suo regno fu coinvolto nella guerra che lui stesso intraprese per una questione di confine contro i Dori di Estiotide e governati dal re Egimio.

Sulle primi Lapiti del monte Olimpo al suo comando ebbero la meglio ma quando gli avversari proposero ad Eracle un terzo del loro regno in cambio del suo aiuto, questi accettò l'alleanza e vinse.

Corono morì in battaglia.

## Significati
Corono significa corvo, cornacchia, Infatti molti uomini famosi secondo il mito si trasformavano dopo la morte in corono, ovvero in corvi.